# 中洲街道
中洲街道，是中华人民共和国广东省阳江市江城区下辖的一个乡镇级行政单位。

## 行政区划
中洲街道下辖以下地区：
麻津社区、山津村、麻演村、津朗村、和平村、潭塘村、碧桥村、西岸村和华龙村。